# 13062 Podarkes
13062 Podarkes eller 1991 HN är en trojansk asteroid i Jupiters lagrangepunkt L4. Den upptäcktes 19 april 1991 av det amerikanska astronom paret Eugene M. och Carolyn S. Shoemaker vid Palomar-observatoriet. Den är uppkallad efter Podarkes, i den grekiska mytologin.
Asteroiden har en diameter på ungefär 29 kilometer.